# Fussball Club Südtirol 2001-2002
Questa pagina raccoglie le informazioni riguardanti il Fussball Club Südtirol nelle competizioni ufficiali della stagione 2001-2002.

## Stagione
Nella stagione 2001-2002 il Südtirol ha disputato il girone B del campionato di Serie C2, piazzandosi al quinto posto in classifica con 62 punti, e nei playoff con due pareggi per 1-1 è stato eliminato dal Brescello che è passato alle semifinali grazie al miglior piazzamento al termine della stagione regolare (terzo posto). Il torneo è stato vinto con 70 punti dal Teramo che ha ottenuto la promozione diretta in Serie C1, la seconda promossa è stata la Sambenedettese che ha vinto i playoff.

## Divise e sponsor
Nel 2001-2002 il Südtirol veste divise Sportika, sulle quali agli sponsor "storici" Duka e Südtirol (marchio di promozione enogastronomica territoriale) si aggiunge Würth.
La maglia interna è un completo bianco con orli (risvolti e colletto) rossi, al pari dei calzoncini; i calzettoni invece sono rossi. La divisa esterna ribalta le tinte.
| Casa | Trasferta |

## Rosa
| N. |                   | Ruolo | Calciatore           |
| -- | ----------------- | ----- | -------------------- |
|    | Italia (bandiera) | D     | Nicola Artusi        |
|    | Italia (bandiera) | A     | Thomas Bachlechner   |
|    | Italia (bandiera) | C     | Matteo Barutta       |
|    | Italia (bandiera) | A     | Antonio Bernardi     |
|    | Italia (bandiera) | D     | Hans Rudi Brugger    |
|    | Italia (bandiera) | C     | Giorgio Carbone      |
|    | Italia (bandiera) | P     | Gianni Careri        |
|    | Italia (bandiera) | C     | Alen Carli           |
|    | Italia (bandiera) | A     | Andrea Chiopris Gori |
|    | Italia (bandiera) | C     | Alessio Daccordo     |
|    | Italia (bandiera) | D     | Marco Fabris         |
|    | Italia (bandiera) | D     | Francesco Frau       |
|    | Italia (bandiera) | C     | Michael Gasser       |

| N. |                     | Ruolo | Calciatore             |
| -- | ------------------- | ----- | ---------------------- |
|    | Italia (bandiera)   | D     | Carlo Gervasoni        |
|    | Italia (bandiera)   | C     | Luca Lomi              |
|    | Italia (bandiera)   | C     | Andrea Lucchini        |
|    | Italia (bandiera)   | D     | Marco Mallus           |
|    | Svizzera (bandiera) | P     | Endrik Marfia          |
|    | Italia (bandiera)   | C     | Raffaele Merzek        |
|    | Italia (bandiera)   | D     | Morris Molinari        |
|    | Italia (bandiera)   | A     | Simone Motta           |
|    | Italia (bandiera)   | C     | Gianfranco Nardi       |
|    | Italia (bandiera)   | A     | Alessandro Noselli     |
|    | Italia (bandiera)   | C     | Giovanbattista Olivari |
|    | Italia (bandiera)   | A     | Arnold Schwellensattl  |
|    | Italia (bandiera)   | C     | Gianpietro Zecchin     |

## Risultati

### Campionato

#### Girone di andata
| 2 settembre 2001 1ª giornata | Südtirol | 0 – 2 | Poggese |  |

| 9 settembre 2001 2ª giornata | Trento | 1 – 1 | Südtirol |  |

| 16 settembre 2001 3ª giornata | Südtirol | 2 – 1 | Montichiari |  |

| 23 settembre 2001 4ª giornata | Fiorenzuola | 1 – 1 | Südtirol |  |

| 30 settembre 2001 5ª giornata | Südtirol | 2 – 2 | Rimini |  |

| 7 ottobre 2001 6ª giornata | Imolese | 2 – 0 | Südtirol |  |

| 14 ottobre 2001 7ª giornata | Südtirol | 0 – 1 | Teramo |  |

| 21 ottobre 2001 8ª giornata | Sambenedettese | 1 – 2 | Südtirol |  |

| 28 ottobre 2001 9ª giornata | Südtirol | 1 – 2 | Mestre |  |

| 4 novembre 2001 10ª giornata | Brescello | 0 – 1 | Südtirol |  |

| 11 novembre 2001 11ª giornata | Südtirol | 4 – 0 | Sassuolo |  |

| 18 novembre 2001 12ª giornata | Südtirol | 1 – 1 | Gubbio |  |

| 25 novembre 2001 13ª giornata | San Marino | 0 – 0 | Südtirol |  |

| 2 dicembre 2001 14ª giornata | Südtirol | 2 – 1 | Gualdo |  |

| 9 dicembre 2001 15ª giornata | Faenza | 0 – 2 | Südtirol |  |

| 16 dicembre 2001 16ª giornata | Südtirol | 2 – 1 | Thiene |  |

| 23 dicembre 2001 17ª giornata | Mantova | 1 – 2 | Südtirol |  |

#### Girone di ritorno
| 6 gennaio 2002 18ª giornata | Poggese | 1 – 2 | Südtirol |  |

| 13 gennaio 2002 19ª giornata | Südtirol | 2 – 0 | Trento |  |

| 20 gennaio 2002 20ª giornata | Montichiari | 1 – 1 | Südtirol |  |

| 27 gennaio 2002 21ª giornata | Südtirol | 0 – 0 | Fiorenzuola |  |

| 3 febbraio 2002 22ª giornata | Rimini | 1 – 0 | Südtirol |  |

| 10 febbraio 2002 23ª giornata | Südtirol | 3 – 3 | Imolese |  |

| 17 febbraio 2002 24ª giornata | Teramo | 2 – 0 | Südtirol |  |

| 24 febbraio 2002 25ª giornata | Südtirol | 3 – 0 | Sambenedettese |  |

| 3 marzo 2002 26ª giornata | Mestre | 2 – 2 | Südtirol |  |

| 10 marzo 2002 27ª giornata | Südtirol | 2 – 1 | Brescello |  |

| 24 marzo 2002 28ª giornata | Sassuolo | 0 – 1 | Südtirol |  |

| 30 marzo 2002 29ª giornata | Gubbio | 1 – 1 | Südtirol |  |

| 7 aprile 2002 30ª giornata | Südtirol | 2 – 1 | San Marino |  |

| 14 aprile 2002 31ª giornata | Gualdo | 2 – 2 | Südtirol |  |

| 21 aprile 2002 32ª giornata | Südtirol | 2 – 1 | Faenza |  |

| 28 aprile 2002 33ª giornata | Thiene | 1 – 4 | Südtirol |  |

| 5 maggio 2002 34ª giornata | Südtirol | 4 – 2 | Mantova |  |